# Camarilla (Vampiro: la mascarada)
La Camarilla es una de las sectas del juego de rol Vampiro: la mascarada. Se la simboliza con un Ankh. Dentro del universo del juego es la secta dominante, y se encuentra en una guerra completa con el Sabbat. Ocupa una gran parte de Norteamérica, y casi toda Europa exceptuando España y algunos países de Europa del Este.

## Ideología
En el universo del juego, los vampiros (llamados también vástagos o cainitas) han sufrido grandes persecuciones. Su número se diezmó en la Edad Media por culpa de la Inquisición. Por ello, algunos de los clanes fundaron la Camarilla, cuya ideología es precisamente mantenerse escondidos de los mortales mediante la observancia de un conjunto de tradiciones denominadas conjuntamente Mascarada. Los miembros de la Camarilla tratan por lo tanto de no aparecer ante los humanos salvo que puedan conseguir una apariencia totalmente mortal. Más aún, tratan de conseguir espacios seguros para los vástagos mediante el dominio (muchas veces indirecto y sutil) de la sociedad humana.
La Camarilla proclama que todos los vampiros pertenecen a ella, pero la realidad es que existen clanes vampíricos que no consideran importante la Mascarada (los llamados clanes independientes) y otros que abogan directamente por abolirla (los clanes pertenecientes al Sabbat). De hecho, dentro del juego muchas veces la Camarilla es considerada una organización más caduca y decadente que pujante.

## Las Tradiciones
La secta se guía por las Tradiciones. Estas dictan las reglas que debe acatar cada integrante de la secta. Estas han cambiado a través de la historia.
- Primera Tradición: La Mascarada No revelarás tu verdadera naturaleza a los que no sean de la sangre. De hacerlo así renunciarías a tus derechos de sangre.

- Segunda Tradición: El Dominio Tu dominio es tu propia responsabilidad. Todos los demás te deben respeto cuando se encuentren en él. Nadie puede desafiar tu palabra en tu dominio.

- Tercera Tradición: La Progenie Solo abrazarás con el permiso de tu antiguo. Si creas a otro sin permiso, tanto tú como tu Progenie seréis ejecutados.

- Cuarta Tradición: La Responsabilidad Aquellos a los que creas son tus propios chiquillos. Hasta que los liberes, estarán a tus órdenes en todo y sus pecados serán tu carga.

- Quinta Tradición: La Hospitalidad Honra el dominio ajeno. Cuando llegues a una ciudad extraña deberás presentarte ante quien la gobierne. Sin su aceptación no eres nada.

- Sexta Tradición: La Eliminación Tienes prohibido destruir a otro de tu especie. El derecho de inmolación corresponde solo a tu antiguo. Solo los más antiguos pueden declarar la Caza De Sangre.

Siempre que se refiere al Antiguo, se lo toma como el Príncipe. La mayoría de las Tradiciones se interpretan de forma diferente en diferentes ciudades.
La primera Tradición es la ya explicada Mascarada. La segunda es relativamente complicada, pero básicamente define le poder de un vástago sobre su territorio, y más importante, del Príncipe sobre su ciudad. La tercera prohíbe abrazar libremente, más que nada para evitar la sobrepoblación, pero también se usa como una forma de control del Príncipe. La cuarta responsabiliza al sire de todos las acciones de su chiquillo, sufriendo los cástigos como si el mismo hubiera cometido sus errores o crímenes. La quinta define la obligación de presentarse al príncipe de una ciudad tan pronto se llega a la misma. La sexta prohíbe el asesinato de otros vampiros, siempre que no se tenga permiso.
La mayor parte de las infracciones son castigadas por medio de la ejecución. Cuando se descubre quién cometió un crimen, se suele declarar una Caza de Sangre. En ella todos los Vástagos usan su poder e influencia para ayudar a la captura del criminal.

## Organización
La secta está compuesta por 6 clanes: Brujah, Malkavian, Nosferatu, Toreador, Tremere y Ventrue. Hasta hace poco los Gangrel también pertenecieron a la secta, pero la abandonaron en masa.
La organización de la secta recae sobre los Justicars y el Círculo Interior a nivel global, y en los Príncipes a nivel local.

### Organización Global
Los Justicar funcionan como los jueces de la secta. Se ocupan de los crímenes a gran escala, y de todo problema que se escape de las manos de un Príncipe. Cada Justicar posee un grupo de Arcontes, vámpiros con cierto poder e influencia, que actúan por él en asuntos menores.
En la cima del poder se encuentra el Círculo Interior, compuesto por líderes de cada clan. Solo se reúne cada trece años, en Venecia, para decidir el rumbo general de la secta, y quienes reemplazarán a los actuales Justicars.
La mayor parte de los grandes problemas de la secta a nivel político se soluciona en cónclaves. Estos son declarados por un Justicar. Son una especie de reunión-debate, donde se intenta solucionar el problema. Es una de las pocas situaciones en las que se puede retirar el cargo a un Príncipe sin un golpe de Estado.

### Organización Local
Cada ciudad posee un Príncipe, normalmente el Vástago más antiguo y apto para el puesto, que funciona como el líder. Este es seguido por la Primogenitura, compuesta por los antiguos más poderosos de cada clan. La importancia de ambos varía de una ciudad a otra, en una siendo el Príncipe prácticamente omnipotente, con una Primogenitura sin ninguna importancia, en otra siendo la Primogenitura quienes tienen el control, siendo el Príncipe su marioneta.
Aunque algunos Vástagos tienen más poder que el Príncipe y la Primogenitura a nivel global, cada ciudad podría ser escrita como una ciudad-estado, independiente de las demás ciudades, con su propio funcionamiento y leyes.
Los demás cargos varían de una ciudad a otra. Los más comunes son:
- El Sheriff (también llamado Alguacil) es el brazo armado del Príncipe funcionando como guardián del Tradiciones, y ejecutor de los infractores.

- Las Arpías existen como criaturas sociales, que trafican con rumores, y pueden presentar una notable influencia sobre las opiniones del Príncipe respecto a otros Vástagos. No suele entregar formalmente este cargo, sino que quien lo merece simplemente lo alcanza, siendo más un cargo teórico que otra cosa.

- El Látigo es el representante de un Primogénito frente a su clan, manteniendo a sus miembros al día respecto a la política, y ocupándose de la política interna del clan.

- El Senescal es el segundo al mando del Príncipe, y "heredero" de su cargo. Su elección puede ser todo un problema, ya que la decisión es mutua entre el Príncipe y la Primogenitura.

- Guardián del Elíseo es quien organiza el Elíseo, y decide que reuniones pueden hacerse en él.

- El Azote se ocupa de proteger la frontera de la ciudad, y asegurarse de que toda persona que no sea bienvenida, y que no se haya presentado ante el Príncipe sea castigada. Muchas veces el cargo pertenece a Assamitas contratados.

Un elemento importante de toda ciudad es el Elíseo. Es un lugar neutro, en el que la violencia no es aceptada, a riesgo de sufrir un serio castigo si se incurre en la misma. Los Elíseos suelen ser lugares de cultura, como museos y teatros, aunque un club nocturno, o el refugio de un vástago también pueden serlo.

## Situación Actual
La secta se ve seriamente afectada por sus depredaciones internas. Se ha convertido en un nido de intrigas, en el que solo los antiguos ostentan poder, y se aseguran de que otros Vástagos más jóvenes y aptos ocupen cargos de poder, eliminando muchos de los miembros más prometedores de la secta. Este estancamiento hace que muchos neonatos abandonen la secta, uniéndose al sabbat, y que antiguos ineptos solo preocupados por su supervivencia posean el control de la secta.
Aunque no lo parezca, la Camarilla está al borde del abismo. El Sabbat se fortalece, atacando continuamente en ambas costas de Estados Unidos, ya habiendo capturado algunas ciudades. A esto se suman los Anarquistas, que ya han logrado tomar Los Ángeles. Por suerte todavía resiste, y Europa sigue siendo una fortaleza para la Camarilla.